# 生命保障系统
生命保障系统是载人航天中使用的，为使人能够在外太空生存的一系列设备的总称。美国国家航空航天局的载人航天飞行中也常称之为环境控制与生命保障系统（ECLSS）。生命保障系统可以提供生存所需的空气、水和食物，并可以维持合适的身体温度与压力，同时可以收集或处理代谢中产生的废物。生命保障系统也必须能够屏蔽来自外部的有害影响，例如：射线和微星体。生命保障系统中的所有组件都是关乎生命，所以都是基于安全工程学进行设计。

## 生命保障功能

### 人的生理与代谢需求
一个正常体形的乘员每天需要消耗总重约5公斤的氧气、水和食物，才可以完成标准太空飞行任务一天所需工作；与此同时，他也會排泄出多种代谢终产物。大致消耗拆分如下：0.84公斤的氧气、0.62公斤的食物和3.52公斤的水；并经过身体处理转化成0.11公斤固体排泄物、3.87公斤液体排泄物和1.00公斤二氧化碳。虽根据每天活动内容不同，上述指标也不尽相同，但都将按照消耗品储备状况进行安排。一般来说，一次太空飞行中所需水量为额定值的两倍以考虑非生理用水（比如个人清洁）。而且根据任务持续时间的不同，产生废物的数量和种类也有不同，如果任务时间超过一周，一般会包含毛发、指甲、皮肤碎屑和其他生理废物。尽管不像代谢参数变化对人产生反应那样迅速，太空中的其他环境因素，比如辐射、重力、噪音、震动和照明，也都会影响人的生理反应。

### 空氣
生命保障系统所提供的环境空氣主要包含：氧气、氮气、水、二氧化碳和其他微量气体，各组份气体气压的代数和为空氣气压值，这个值一般为101.3千帕，即海平面标准大气压。但如果相应增加氧气的组份气压值，空氣气压值也可进行显著降低（比如在舱外活动时降低25~26千帕），较低的空氣气压可以简化飞船的结构设计，并减少气氛损失。一般降低空氣气压有两种方法：一种是保持氧气比率不变减少空氣气压；另一种是允许氧气浓缩并减少空氣气压。

### 水
水的用途是用于乘员饮用、清洁、舱外活动时温控和其他紧急使用。因为水在太空探索中是不可原位取得的资源，所以必须对水进行高效的储存、使用和回收（包含废水）。

### 食物
生命保障系统通常包括了室内植物培育系统，即可以在室内与容器中栽培食物。通常此系统的设计目的是重复利用所有可重复利用的营养物质。这个系统的现实例子有：降解厕所，使用降解厕所可以降解废物（排泄物）并将其中可利用的营养物质通过食物作物的处理，制造食物并再次利用。之后按上述过程一直循环以最大限度节约物资。

### 微生物的检测与控制
美国国家航空航天局的LOCAD（芯片实验室应用开发）计划现在正在开发在长时间太空飞行中使用的细菌和真菌检测系统

## 飞船上的生命保障系统

### 航天飞机上的生命保障系统
美国国家航空航天局在航天飞机上使用了环境控制与生命保障系统，以同时提供对乘员的生命保障和对载荷物的环境控制。航天飞机参考手册给出了以下带有环境控制与生命保障系统的部分：乘员舱加压、客舱空气再生、水冷循环系统、主动温控系统、上下水系统、废物收集系统、废水罐、气闸、舱外行动单元、乘员高空防护系统、同位素热发电机冷却系统和气态氮载荷清洁系统

### 联盟号飞船上的生命保障系统
联盟号上使用的生命保障系统叫做（KSOZh）。

## 空间站上的生命保障系统

### 国际空间站上的生命保障系统
1996年的5月，美国国家航空航天局发布了技术备忘录108508《国际空间站环境控制与生命保障系统技术任务协议汇总报告》。这份报告描述了国际空间站使用的开发水回收系统与空气新生系统所做的工作。下图为国际空间站上的生命保障系统的主要功能。
| International Space Station Life Support System |

## 舱外活动用的生命保障系统背包
现在主要使用的两种宇航服（美国的EMU和俄罗斯的海鹰宇航服）都包含了基本生命保障系统（PLSS）背包，该系统能使用户进行独立的不系带舱外工作。